# 赫柏·卡马戈
赫柏·玛丽亚·卡马戈（葡萄牙語：Hebe Maria Camargo，1929年3月8日—2012年09月29日），是一个巴西主持人、歌手和女演员，被誉为“巴西电视女王”。